# Caecidotea fustis
Caecidotea fustis är en kräftdjursart som beskrevs av Lewis 1981. Caecidotea fustis ingår i släktet Caecidotea och familjen sötvattensgråsuggor. Inga underarter finns listade i Catalogue of Life.